# Wang Pong (huyện)
Wang Pong (tiếng Thái: วังโป่ง) là một huyện (amphoe) ở phía tây của tỉnh Phetchabun, miền trung Thái Lan.

## Lịch sử
Ba tambon Wang Pong, Thai Dong và Sap Poep đã được tách ra từ huyện Chon Daen và lập tiểu huyện (King Amphoe) ngày 1 tháng 12 năm 1983. Tiểu huyện đã được chính thức nâng cấp thành huyện ngày 1 tháng 5 năm 1990.

## Địa lý
Các huyện giáp ranh (từ phía bắc theo chiều kim đồng hồ) là Mueang Phetchabun và Chon Daen của tỉnh Phetchabun, Tap Khlo của tỉnh Phichit, và Noen Maprang của tỉnh Phitsanulok.

## Hành chính
Huyện này được chia thành 5 phó huyện (tambon), các đơn vị này lại được chia ra thành 58 làng (muban). Có hai thị trấn (thesaban tambon) thuộc huyện - Wang Pong và Thai Dong, mỗi thị trấn nằm trên một phần của tambon cùng tên. Có 5 tổ chức hành chính tambon.
| STT | Tên       | Tên tiếng Thái | Số làng | Dân số |  |
| --- | --------- | -------------- | ------- | ------ |  |
| 1.  | Wang Pong | วังโป่ง          | 11      | 10.189 |  |
| 2.  | Thai Dong | ท้ายดง          | 13      | 8.066  |  |
| 3.  | Sap Poep  | ซับเปิบ          | 8       | 4.924  |  |
| 4.  | Wang Hin  | วังหิน           | 14      | 9.633  |  |
| 5.  | Wang San  | วังศาล          | 12      | 5.661  |  |